# Homonoea albopunctata
Homonoea albopunctata är en skalbaggsart som beskrevs av Stefan von Breuning 1961. Homonoea albopunctata ingår i släktet Homonoea och familjen långhorningar.
Artens utbredningsområde är Filippinerna. Inga underarter finns listade i Catalogue of Life.